# P-700 Granit

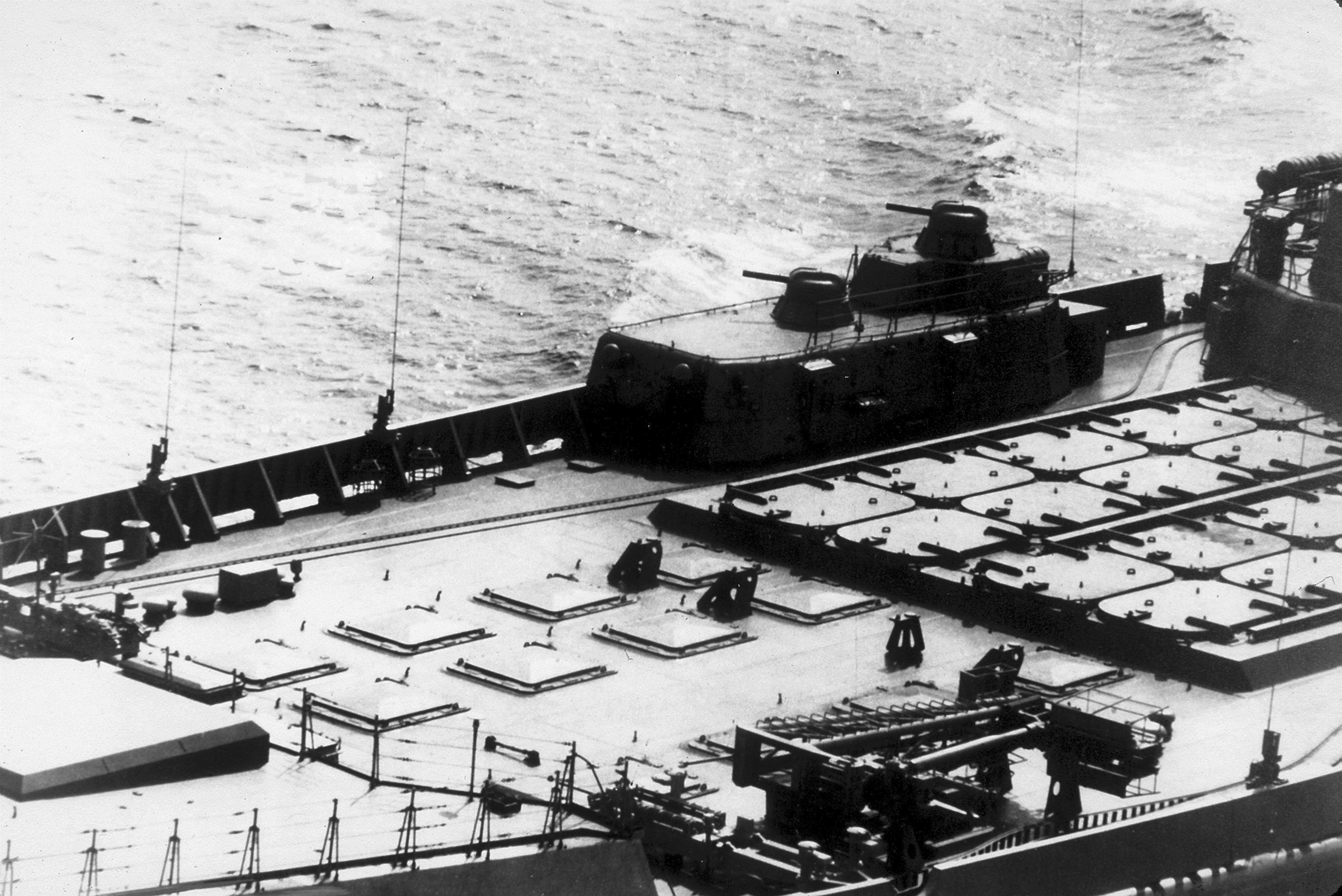
Wyrzutnie P-700 na krążowniku rakietowym projektu 1144 Frunze (po prawej)

P-700 Granit (ros. П-700 "Гранит" – pocisk manewrujący woda-woda, jeden z podstawowych pocisków w Radzieckiej Marynarce Wojennej, a później także w Rosyjskiej Marynarce Wojennej, zaprojektowany pierwotnie jako przeciwokrętowy pocisk manewrujący.

## Historia
Przyczyną powstania pocisku Granit był zamiar skonstruowania rakiety odpowiadającej zasięgiem pociskom P-500 Bazalt, lecz nadającej się do wystrzeliwania z zanurzonych okrętów podwodnych, jak P-120 Malachit. Wstępne prace nad nią zlecono biuru OKB-52 w 1966 roku. Pierwotnie zakładano, że nowy pocisk będzie się mieścić w kontenerach startowych rakiet Malachit, lecz zwiększone wymagania spowodowały wzrost gabarytów rakiety. Ambitne wymagania co do zasięgu (800 km) i prędkości (do 4000 km/h) musiały być i tak skorygowane postanowieniem z 1968 roku do 500 km i 3000 km/h. Zaprojektowanie pocisku zlecono formalnie postanowieniem KC KPZR i Rady Ministrów z 10 lipca 1969. 
Od 1975 roku prowadzono próby pocisków, a pierwszy testowy start spod wody odbył się 26 lutego 1976. W 1980 roku przeprowadzono próby pocisków na ich docelowych nosicielach - krążownikach proj. 1144 i okrętach podwodnych proj. 949. Badania państwowe zakończyły się w sierpniu 1981, a pocisk przyjęto oficjalnie na uzbrojenie 19 lipca 1983. Przez dłuższy czas pocisk okryty był całkowitą tajemnicą i dopiero w 2001 roku dopuszczono do publikacji pierwsze oficjalne zdjęcie.

## Opis
W celu uzyskania dużego zasięgu, napęd marszowy oparto na silniku turboodrzutowym KR-21-300, bardziej ekonomicznym od napędu strumieniowego. Napęd startowy stanowi silnik rakietowy na paliwo stałe, po raz pierwszy w świecie zamontowany na przedłużeniu kadłuba pocisku - w dyszy silnika turboodrzutowego. Wlot powietrza do silnika odrzutowego z centralnym stożkiem umieszczono z przodu kadłuba (jest on podobny do samolotu MiG-21) i jest on pierwotnie zakrywany ochronnym czepcem, odstrzeliwanym po wylocie rakiety spod wody. W stożku wlotowym znajduje się stacja radiolokacyjna. Pocisk ma cygarowaty kadłub i krótkie trójkątne skrzydła, składane w dół w cylindrze startowym, oraz cztery trójkątne stateczniki. 
Pocisk wyposażony jest w zaawansowany system samonaprowadzania radiolokacyjnego na końcowym odcinku lotu, pozwalający na automatyczny wybór głównego celu, oraz rozdzielenie pocisków jednej salwy, które w locie mogą wymieniać się informacjami uzyskanymi z radarów. Dzięki temu jeden z pocisków salwy mógł lecieć wyżej, prowadząc poszukiwanie celów, a pozostałe nisko nad wodą w celu zmniejszenia ryzyka wykrycia. Pocisk „dowódca” przydzielał cele, analizując obraz radiolokacyjny i emisje elektromagnetyczne celów i porównując z sylwetkami zapisanymi w pamięci, a w przypadku jego zniszczenia był on zastępowany przez kolejny. Możliwy był też lot grupy na małej wysokości i włączenie aktywnego systemu radiolokacyjnego na ostatnim odcinku albo atak w trybie pasywnym. Pociski wyposażone są także w stacje zakłóceń aktywnych.
Na okrętach podwodnych proj. 949 pociski są wystrzeliwane z cylindrycznych wyrzutni SM-225, na krążownikach proj. 1144 z wyrzutni SM-233. Wyrzutnie umieszczone są pod stałym kątem i przed startem są napełniane wodą, zarówno na okrętach podwodnych, jak i nawodnych.

## Użycie
Pociski P-700 Granit są jednym z podstawowych typów uzbrojenia czterech rosyjskich krążowników rakietowych projektu 1144 oraz 15 okrętów podwodnych o napędzie atomowym typu Oscar, czyli zarówno okrętów projektu 949, jak i projektu 949A. Stanowią także uzbrojenie lotniskowca (ciężkiego krążownika lotniczego) „Admirał Kuzniecow”.